# Tysk-österrikiska backhopparveckan 1987/1988
Tysk-österrikiska backhopparveckan 1987/1988 ingick i backhoppningsvärldscupen 1987/1988. 
Man hoppade i Oberstdorf den 30 december 1987, den 1 januari 1988 hoppade man i Garmisch-Partenkirchen och den 4 januari 1988 hoppade man i Innsbruck. Sista deltävlingen i Bischofshofen hoppades den 6 januari 1988.
Finlands Matti Nykänen vann totalt före Östtysklands Jens Weissflog och Tjeckoslovakiens Jiří Parma. Efter andraplatsen vid upptakten i Oberstdorf vann Matti Nykänen följande tre deltävlingar. Matti Nykänen vann samma säsong även totala världscupen samt tre olympiska guld i Calgary.

## Oberstdorf
- Datum: 30 december 1987
- Land:  Västtyskland
- Backe: Schattenbergschanze

| Placering | Hoppare                 | Land            | Poäng |
| --------- | ----------------------- | --------------- | ----- |
| 01        | Pavel Ploc              | Tjeckoslovakien | 230,2 |
| 02        | Matti Nykänen           | Finland         | 225,6 |
| 03        | Staffan Tällberg        | Sverige         | 207,6 |
| 04        | Christian Hauswirth     | Schweiz         | 204,3 |
| 05        | Jari Puikkonen          | Finland         | 203,1 |
| 06        | Jens Weissflog          | Östtyskland     | 202,9 |
| 07        | Dieter Thoma            | Västtyskland    | 202,3 |
| 08        | Heinz Kuttin            | Österrike       | 200,6 |
| 09        | Tuomo Ylipulli          | Finland         | 199,7 |
| 10        | Andreas Bauer           | Västtyskland    | 197,8 |
| 11        | Ernst Vettori           | Österrike       | 197,7 |
| 12        | Ole Christian Eidhammer | Norge           | 190,9 |
| 13        | Jiří Parma              | Tjeckoslovakien | 190,7 |
| 14        | Franz Wiegele           | Österrike       | 190,5 |
| 15        | Miran Tepeš             | Jugoslavien     | 189,9 |

## Garmisch-Partenkirchen
- Datum: 1 januari 1988
- Land:  Västtyskland
- Backe: Große Olympiaschanze

| Placering | Hoppare             | Land            | Poäng |
| --------- | ------------------- | --------------- | ----- |
| 01        | Matti Nykänen       | Finland         | 212,4 |
| 02        | Staffan Tällberg    | Sverige         | 200,1 |
| 03        | Jens Weißflog       | Östtyskland     | 198,5 |
| 04        | Ernst Vettori       | Österrike       | 195,8 |
| 05        | Dieter Thoma        | Västtyskland    | 187,8 |
| 06        | Miran Tepeš         | Jugoslavien     | 187,3 |
| 07        | Christian Hauswirth | Schweiz         | 186,5 |
| 08        | Jiří Parma          | Tjeckoslovakien | 185,9 |
| 09        | Christoph Lehmann   | Schweiz         | 184,9 |
| 10        | Jiří Malec          | Tjeckoslovakien | 181,8 |
| 11        | Jari Puikkonen      | Finland         | 181,7 |
| 12        | Franz Wiegele       | Österrike       | 181,1 |
| 13        | Horst Bulau         | Kanada          | 179,4 |
| 14        | Vladimir Brejtsjev  | Bulgarien       | 179,2 |
| 15        | Udo Okraffka        | Östtyskland     | 177,2 |

## Innsbruck
- Datum: 3 januari 1988
- Land:  Österrike
- Backe: Bergiselschanze

| Placering | Hoppare              | Land            | Poäng |
| --------- | -------------------- | --------------- | ----- |
| 01        | Matti Nykänen        | Finland         | 220,0 |
| 02        | Andreas Bauer        | Västtyskland    | 197,5 |
| 03        | Jens Weissflog       | Östtyskland     | 195,1 |
| 04        | Jiří Parma           | Tjeckoslovakien | 194,6 |
| 05        | Pavel Ploc           | Tjeckoslovakien | 193,0 |
| 06        | Andreas Felder       | Österrike       | 183,9 |
| 06        | Josef Heumann        | Västtyskland    | 183,9 |
| 08        | Piotr Fijas          | Polen           | 181,4 |
| 08        | Dieter Thoma         | Västtyskland    | 181,4 |
| 10        | Miran Tepeš          | Jugoslavien     | 180,1 |
| 11        | Horst Bulau          | Kanada          | 179,6 |
| 12        | Pekka Suorsa         | Finland         | 179,5 |
| 13        | Franz Wiegele        | Österrike       | 177,8 |
| 14        | Christian Hauswirth  | Schweiz         | 177,3 |
| 15        | Trond Jøran Pedersen | Norge           | 173,8 |
| …         |                      |                 |       |
| 120       | Eddie Edwards        | Storbritannien  | 19,4  |
| 121       | Paul Erat            | Österrike       | 5,6   |
| 122       | Gerrit Konijnenberg  | Nederländerna   | 1,9   |

## Bischofshofen
- Datum: 6 januari 1988
- Land:  Österrike
- Backe: Paul-Ausserleitner-Schanze

| Placering | Hoppare                 | Land            | Poäng |
| --------- | ----------------------- | --------------- | ----- |
| 01        | Matti Nykänen           | Finland         | 229,7 |
| 02        | Primož Ulaga            | Jugoslavien     | 208,9 |
| 03        | Ole Christian Eidhammer | Norge           | 207,7 |
| 04        | Vegard Opaas            | Norge           | 207,5 |
| 05        | Heinz Kuttin            | Österrike       | 207,1 |
| 06        | Franz Wiegele           | Österrike       | 203,3 |
| 07        | Pavel Ploc              | Tjeckoslovakien | 203,0 |
| 08        | Pekka Suorsa            | Finland         | 200,3 |
| 09        | Ernst Vettori           | Österrike       | 200,1 |
| 10        | Ole Gunnar Fidjestøl    | Norge           | 198,4 |
| 11        | Jiří Parma              | Tjeckoslovakien | 196,4 |
| 12        | Christian Hauswirth     | Schweiz         | 195,4 |
| 13        | Jon Inge Kjørum         | Norge           | 192,7 |
| 14        | Jens Weissflog          | Östtyskland     | 192,2 |
| 15        | Hroar Stjernen          | Norge           | 191,8 |

## Slutställning
| Placering | Hoppare             | Land            | Poäng |
| --------- | ------------------- | --------------- | ----- |
| 01        | Matti Nykänen       | Finland         | 887,7 |
| 02        | Jens Weissflog      | Östtyskland     | 788,7 |
| 03        | Jiří Parma          | Tjeckoslovakien | 767,7 |
| 04        | Christian Hauswirth | Schweiz         | 763,5 |
| 05        | Franz Wiegele       | Österrike       | 752,7 |
| 06        | Staffan Tällberg    | Sverige         | 751,5 |
| 07        | Miran Tepeš         | Jugoslavien     | 748,2 |
| 08        | Andreas Bauer       | Västtyskland    | 741,0 |
| 09        | Tuomo Ylipulli      | Finland         | 731,5 |
| 010       | Jari Puikkonen      | Finland         | 726,3 |

Detaljerad resultatlista
| Placering | Namn           | Nation          | Totalt | Oberst- dorf | Garmisch- Partenk.- | Inns- bruck | Bischofs- hofen |
| --------- | -------------- | --------------- | ------ | ------------ | ------------------- | ----------- | --------------- |
| 01        | Matti Nykänen  | Finland         | 887,7  | 225,6 / 02.  | 212,4 / 01.         | 220,0 / 01. | 229,7 / 01.     |
| 02        | Jens Weissflog | Östtyskland     | 788,7  | 202,9 / 06.  | 198,5 / 03.         | 195,1 / 03. | 192,2 / 14.     |
| 03        | Jiří Parma     | Tjeckoslovakien | 767,6  | 190,7 / 13.  | 185,9 / 08.         | 194,6 / 04. | 196,4 / 11.     |